# 金字塔 (中村一義のアルバム)
『金字塔』（きんじとう）は、中村一義の1枚目のオリジナル・アルバム。

## 概要
- デビュー・アルバムにして、オリコンチャートトップ10入りを果たす。
- 初回生産分は3面特別ジャケット仕様。

## 収録曲
特記除く 全作詞・作曲・編曲:中村一義
1. 始まりとは (1:48)
2. 犬と猫 (4:05)
3. 街の灯 (4:29)
4. 天才とは (4:04)
5. 瞬間で (0:20)
6. 魔法を信じ続けるかい? (6:26)
7. どこにいる (1:00)
8. ここにいる (3:10)
「犬と猫」のカップリング曲。
9. まる・さんかく・しかく (3:36)
作詞:山田とも子、作曲:小山田暁
10. 天才たち (0:30)
11. いっせーのせっ! (3:48)
「街の灯」のカップリング曲。
12. 謎 (5:13)
13. いつか (3:21)
「天才とは」のカップリング曲。
14. 永遠なるもの (6:31)
ストリングス&ホーンアレンジ:井上鑑
15. 犬と猫 再び (12:45)
ストリングス&ホーンアレンジ:井上鑑
16. おまけ [1](10:45)
シークレットトラック。

## 参加ミュージシャン
- 中村一義 - ボーカル、コーラス、ドラムス、ベース、ギター、パーカッション
- 高野寛 - ギター (#04, 06, 14)
- 鈴木茂 - ギター (#11)
- 大森信和 - ギター (#13)
- 朝本浩文 - キーボード (#02, 04, 05, 06, 08, 15)
- 細海魚 - キーボード (#09, 11, 12)
- 重実徹 - キーボード (#12, 14)
- 里村美和 - パーカッション (#11)
- ゲフィン・ライト・オーケストラ - ストリングス&ホルン (#13, 14)
- 増岡弘- ボイス (#15)